# Grant Thornton Tower
Het Grant Thornton Tower, ook bekend als het Chicago Title and Trust Building, is een wolkenkrabber in Chicago, Verenigde Staten. Het gebouw staat op 161 North Clark Street. De bouw van de kantoortoren begon in 1990 en werd in 1992 voltooid door Morse Diesel International.

## Ontwerp
Het Chicago Title and Trust Center is 230,48 meter hoog en telt naast 50 bovengrondse verdiepingen, ook 3 ondergrondse etages. Het gebouw, dat door Kohn Pedersen Fox in postmodernistische stijl ontworpen is, bevat 23 liften en is tot het dak gemeten 226,2 meter hoog. Het heeft een totale oppervlakte van 93.924 vierkante meter.
Het gebouw had in de originele plannen een tweelingtoren op 181 North Clark Street. De top van het gebouw bevat een schuine zijde aan de oostkant. De toren is bekleed met wit graniet uit Sardinië, aluminium en donker glas. Het bevat naast 116 parkeerplaatsen, ook een conferentiecentrum en een fitness school.